# Oversættelsesteori
Oversættelsesteori er studiet af at transformere en tekst fra ét sprog til et andet. Sprogparret kan enten være to nationale sprog (f.eks. dansk og tysk), eller mellem to varianter af det samme nationale sprog (interlingval oversættelse), f.eks. "juridisk fagsprog" til "normalt sprog".
| Sprog | Spire Denne artikel om sprog er en spire som bør udbygges. Du er velkommen til at hjælpe Wikipedia ved at udvide den. |